# فرودگاه بین‌المللی کوولمن یانگ
فرودگاه بین‌المللی کوولمن یانگ (به انگلیسی: Coleman A. Young International Airport) (به زبان بومی: Coleman A. Young Municipal Airport) یک فرودگاه همگانی بهره‌برداری هوایی با کد یاتا DET است که یک باند فرود آسفالت دارد و طول باند آن ۱۵۵۱ متر است. این فرودگاه در شهر دیترویت کشور ایالات متحده آمریکا قرار دارد و در ارتفاع ۱۹۱ متری از سطح دریا واقع شده‌است.